# ファーロ県
ファーロ県（Faro District (ポルトガル語: Distrito de Faro [ˈfaɾu] ( 音声ファイル))）は、ポルトガルの県の一つ。県都はファロ。歴史的な地方の名前であるアルガルヴェ地方と県域は等しい。ポルトガル本土最南端の県であり、東部の都市ヴィラ・レアル・デ・サント・アントニオは、グアディアーナ川をはさんで、スペインの町アヤモンテと橋が架かる。北は、ベージャ県と接する。
ファーロ県は、以下の16の地方自治体が所属する（アルファベット順）。
- アルブフェイラ
- アルコウティム（pt:Alcoutim）
- アルジェズール（pt:Aljezur）
- カストロ・マリム（pt:Castro Marim）
- ファロ
- ラゴア（Lagoa）
- ラゴス（Lagos）
- ローレ
- モンシケ（pt:Monchique）
- オリョン（pt:Olhão）
- ポルティモン（Portimão)
- サン・ブラス・デ・アルポルテル（pt:São Brás de Alportel）
- シルヴェス
- タヴィラ
- ヴィラ・ド・ビスポ
- ヴィラ・レアル・デ・サント・アントニオ